# Jacques Tati
Jacques Tati (nascut com a Jacques Tatischeff; Le Pecq, 9 d'octubre de 1907 − París, 4 de novembre de 1982) va ser un guionista, actor i director de cinema francès.
Malgrat la seva curta filmografia, formada per només cinc llargmetratges, Jacques Tati és un cineasta clau en la història del cinema i ha passat a ser sobretot conegut amb la invenció i interpretació del seu personatge Monsieur Hulot, protagonista de les pel·lícules Les vacances del Sr. Hulot i El meu oncle.
Les comèdies de Jacques Tati es basen principalment en l'ús de la pantomima i l'slapstick, a més de tècniques cinematogràfiques modernes i avançades a la seva època. Com a director, el cineasta francès va assumir sempre un control artístic absolut sobre les seves pel·lícules i la seva permanent recerca de la perfecció ha sigut comparada amb altres còmics com Charles Chaplin o Buster Keaton.

## Biografia

### Orígens familiars
Jacques Tati va néixer a França, fill d'una família d'origen rus, holandès i italià.
El seu pare, George Emmanuel Tatischeff (París, 1875 - 1957) era fill del General Dmitri Tatischeff (en ciril·lic original Дмитрий Татищев, Dmitri Tatishev), agregat militar de l'ambaixada russa de París, i la francesa Rose Anathalie Alinquant. Els Tatischeff eren una família noble descendent de la dinastia ruríkida.
Sota incertes circumstàncies, el General Dmitri Tatischeff va morir a causa de les ferides causades per una caiguda a cavall, poc després del naixement del seu fill George Emmanuel.
La infància de George Emmanuel va passar per temps turbulents, com per exemple el fet de ser forçat a mudar-se de França a Rússia. No va retornar a França fins al 1883, quan la seva mare es va instal·lar a Le Pecq, un poble a prop de Saint-Germain-en-Laye, als afores de París.
El 1903 George Emmanuel va casar-se amb Marcelle Claire van Hoof, d'origen italiano-holandès. El pare de Claire, de nacionalitat holandesa, era propietari d'una companyia d'emmarcament de quadres situada prop de la plaça Vendôme de París; era amic de van Gogh i entre els seus clients hi havia Toulouse-Lautrec. George Emmanuel va esdevenir el gerent de la companyia familiar, Cadres Van Hoof, la qual va permetre a la família Tatischeff gaudir d'alt nivell de vida. El matrimoni va tenir dos fills, Natalie i Jacques.
Jacques Tati es va casar amb Micheline Winter, amb la qual va tenir dos fills: la directora de cinema Sophie Tatischeff (1946–2001) i el productor Pierre Tati (nascut el 1949).

### Primers èxits
Jacques Tati va començar la seva carrera artística amb la pantomima. El seu èxit al teatre el va conduir al cinema a principis dels anys 1930, protagonitzant el seu primer curtmetratge amb Oscar, champion de tennis dirigit per Jack Forrester amb guió de Tati. La pel·lícula, rodada el 1932, ha desaparegut.
L'èxit de Tati va arribar el 1947 amb la comèdia Dia de festa, el seu primer llargmetratge, escrit i protagonitzat per ell mateix. La pel·lícula va ser filmada en color i en blanc-i-negre però per motius tècnics només la versió en blanc-i-negre va poder ser projectada a les sales de cinema. Tot i això, la versió en color és considerada com la primera pel·lícula francesa en color.
La seva segona pel·lícula, Les vacances del Sr. Hulot, va posar per primer cop en escena a Monsieur Hulot, l'alter-ego del cineasta francès. La pel·lícula ocorre a l'Hôtel de la Plage, a la localitat turística de Saint-Marc-sur-Mer, a prop de Saint-Nazaire. Monsieur Hulot és un carismàtic personatge proveït sempre amb un barret i una llarga pipa en la seva permanent i personal lluita contra les noves modes i les absurdes maneres de fer modernes.
La pel·lícula es caracteritza per la seva gairebé absoluta manca de diàlegs. El personatge principal, Monsieur Hulot, és incapaç de pronunciar un mot intel·ligible i els diàlegs dels altres personatges són secundaris i fragmentaris, reduïts sovint a un confús so de fons incomprensible.
Les vacances del Sr. Hulot va guanyar el Premi Louis-Delluc el 1953 i va ser nominada per l'Oscar al millor guió original el 1956.
En les seves posterior pel·lícules, Tati va utilitzar més el llenguatge oral, introduint breus monòlegs per reforçar la seva crítica perspectiva de la societat.
El 1958 Tati va rodar El meu oncle, una altra comèdia on Monsieur Hulot es confronta amb els electrodomèstics i noves tecnologies de la moderna casa de la família de la seva germana. La pel·lícula va guanyar el Premi Especial del Jurat del Festival de Canes, el premi de la crítica francesa i l'Oscar a la millor pel·lícula de parla no anglesa.

### Playtimei els darrers anys
Els seus èxits el van incentivar a emprendre el seu projecte més agosarat, la direcció de Playtime, pel·lícula estrenada el 1967. Per al seu rodatge, Tati va fer construir un barri enter als afores de París, anomenat Tativille. Monsieur Hulot es passeja per aquest inacabable barri format de gratacels i blocs d'oficines, a la recerca de Monsieur Girard, amb el qual es vol trobar.
La realització de Playtime va esdevenir extraordinàriament cara, amb un pressupost que oscil·la entre els 5 i 12 milions de francs. Tati va emprar per al rodatge una pel·lícula de 70 mm i la producció es va allargar fins a 3 anys. Malgrat l'excel·lent disseny, la visionària càmera i la bona acollida que va rebre per part de la crítica, Playtime es va convertir en un fracàs comercial.
Degut als deutes que va deixar Playtime, Tati es va veure obligat a fer un altre cop ús del seu personatge Monsieur Hulot per a la seva pròxima pel·lícula Trafic (1971), malgrat que no era la seva idea inicial. A Trafic, Monsieur Hulot es baralla per intentar presentar a temps un prototip de cotxe a una fira de l'automòbil.
Malgrat tot, Tati no es va poder reeixir de la seva bancarrota i es va veure obligat a retirar-se del món del cinema. El 1974 va dirigir encara Parade, una pel·lícula per nens sobre el món del circ produïda per la televisió sueca.
El 1977 Tati va ser guardonat amb un César honorífic de l'Académie des Arts et Techniques du Cinema.
Jacques Tati va morir d'una Embòlia pulmonar el 4 de novembre de 1982 i les seves restes van ser sepultades al cementiri antic de Saint-Germain-en-Laye.
El 2010 el director francès Sylvain Chomet va presentar The Illusionist, una pel·lícula d'animació amb un guió inèdit de l'any 1956 escrit per Tati. El cineasta francès va obtenir el guió de la filla de Tati.

## Filmografia
| Any  | Títol                            | Tipus de pel·lícula   | Funció                       |
| ---- | -------------------------------- | --------------------- | ---------------------------- |
| 1932 | Oscar, champion de tennis        | Curtmetratge          | Actor                        |
| 1934 | On demande une brute             | Llargmetratge         | Coautor i Actor              |
| 1935 | Gai dimanche                     | Curtmetratge          | Coautor, co-direcció i actor |
| 1936 | Soigne ton gauche                | Curtmetratge          | Guionista i Actor            |
| 1938 | Retour à la terre                | Curtmetratge          | Buch und Auftritt            |
| 1945 | Sylvie et le fantôme             | Llargmetratge         | Actor                        |
| 1946 | Le diable au corps               | Llargmetratge         | Actor                        |
| 1947 | ecole des facteurs               | Curtmetratge          | Guionista, director i actor  |
| 1949 | Dia de festa                     | Llargmetratge         | Guionista, director i actor  |
| 1953 | Les vacances del Sr. Hulot       | Llargmetratge         | Guionista, director i actor  |
| 1958 | El meu oncle                     | Llargmetratge         | Guionista, director i actor  |
| 1967 | Playtime                         | Llargmetratge         | Guionista, director i actor  |
| 1967 | Cours du soir                    | Curtmetratge          | Guionista i actor            |
| 1968 | Baisers volés                    | Llargmetratge         | Actor                        |
| 1971 | Trafic                           | Llargmetratge         | Guionista, director i actor  |
| 1972 | Obraz uz obraz                   | Sèrie televisiva      | Actor                        |
| 1974 | Parade                           | Llargmetratge         | Guionista, director i actor  |
| 1978 | Forza Bastia 78 ou l'île en fête | Documental            | Guionista i co-director      |
| 2010 | The Illusionist                  | Pel·lícula d'animació | Guionista                    |